# Освіта в Словаччині
Дошкільне виховання, початкова і середня освіта в Словаччині реалізується за допомогою системи дошкільних навчальних закладів (словац. predškolské zariadeniapredškolské zariadenia), початкових шкіл (відвідують учні у віці від 6—7 до 14—15 років) і середніх шкіл (відвідують студенти у віці від 14—15 до 18—20 років), котрі можуть бути державними, приватними або церковними
Вищі навчальні заклади можна поділити на 3 види: публічні (словац. Verejné vysoké školy), державні (словац. Štátne vysoké školy) і приватні (словац. Súkromné vysoké školy), або на 3 типи: університетські виші (словац. univerzitné vysoké školy), неуніверситетські виші (словац. neuniverzitné vysoké školy) і професійні виші (словац. odborné vysoké školy), котрі мають прово надавати лише перший — бакалаврський — ступінь вищої освіти.